# Перигё (округ)
Перигё (фр. Périgueux) — округ (фр. Arrondissement) во Франции, один из округов в регионе Аквитания. Департамент округа — Дордонь. Супрефектура — Перигё.
Население округа на 2006 год составляло 181 182 человек. Плотность населения составляет 54 чел./км². Площадь округа составляет всего 3337 км².